# 太康东路街道
太康东路街道是中华人民共和国河南省洛陽市洛龙区下辖的一个街道办事处。

## 行政区划
太康东路街道下辖以下村级行政区划单位：
南王村、大东村、大西村、潘村、铁匠村、豆腐店村、南寨村、通达社区和顺安社区。